# Alosa caspia
Alosa caspia és una espècie de peix de la família dels clupeids i de l'ordre dels clupeïformes.